# Force aérienne estonienne
La Force aérienne estonienne (en estonien : Eesti Õhuvägi) est la branche aérienne des forces armées estoniennes. Créée  en 1918 à la naissance de l’Estonie indépendante et mise en sommeil en 1940 au rattachement du pays à l’URSS, elle est rétablie sous sa forme actuelle en 1991.
Depuis 2016, la Force aérienne estonienne compte 300 hommes. Elle exploite des aéronefs non armés et plusieurs systèmes radar. Ses principales tâches consistent à assurer la surveillance de l'espace aérien estonien et à soutenir les forces terrestres du pays. En outre, la force aérienne accueille des unités d'autres pays de l'OTAN dans sa seule base aérienne opérationnelle située à Ämari.

## Histoire

### 1918-1940
Les racines de l'organisation actuelle remontent à la révolution russe de février 1917, après laquelle l'État estonien obtient une certaine autonomie au sein de la Russie, qui comprend la création de forces armées nationales. De nombreux Estoniens de l'armée russe rentrent chez eux pour prendre les armes pour leur patrie. La déclaration d'indépendance estonienne au début de 1918 n'est pas été reconnue par l'Allemagne, qui envahit et occupe le pays en 1918. Les forces armées estoniennes sont alors dissoutes.
Après l'armistice du 11 novembre 1918, le gouvernement provisoire estonien entreprend immédiatement de créer une unité d'aviation militaire. Le 21 novembre 1918, Voldemar Victor Riiberg, commandant du bataillon du génie, charge August Roos d'organiser une unité navigante. La Compagnie d'aviation du bataillon du génie commence à établir des bases aériennes près de Tallinn pour les hydravions et les avions, mais ce n'est qu'en janvier 1919 que le premier avion opérationnel est acquis, un Farman HF.30 soviétique capturé.
Entre-temps, le 22 novembre 1918, l'Armée rouge soviétique attaque l'Estonie et occupe bientôt la majeure partie du pays. La toute jeune armée estonienne, avec l'aide étrangère, réussit à contre-attaquer au début de janvier 1919 et à libérer le pays à la fin de février. L'armée contribue ensuite à la libération de la Lettonie. Les avions de la Compagnie d'aviation effectuent un nombre limité de missions en appui de l'armée. À la suite du traité de paix de février 1920 avec la Russie soviétique, l'armée estonienne est démobilisée, mais la compagnie d'aviation est conservée. Avec la livraison de plus d'avions, elle est réorganisée en un régiment d'aviation (Lennuväe rügement), comprenant un escadron d'avions, un escadron d'hydravions, une école de pilotage et des ateliers. D'autres bases et stations d'hydravions sont alors construites.
Certains pilotes du régiment d'aviation sont impliqués dans une tentative de coup d'État pro-soviétique le 1er décembre 1924, mais celle-ci est écrasé en quelques heures. À partir de 1925, les avions de la Première Guerre mondiale sont progressivement remplacés par d'autres plus modernes. En 1928, le régiment d'aviation passe sous le contrôle d'une nouvelle entité de défense aérienne (Õhukaitse) qui comprend également l'artillerie antiaérienne.
En 1939, la Force aérienne estonienne se compose d'environ 80 avions, des Bristol Bulldog, des Hawker Hart et des Potez 25, mais aussi l'avion polyvalent Avro Anson plus moderne, le tout rassemblé en trois groupes stationnés à Rakvere, Tartu et Tallinn. La Marine entretient également deux unités d'avions polyvalents.
Les projets d'acquisition de Spitfires et de Lysanders en Grande-Bretagne sont contrecarrés lorsque du déclenchement de la Seconde Guerre mondiale en 1939 force la Grande-Bretagne à annuler toutes les commandes d'exportation. Après la défaite de la Pologne, l'Estonie est contrainte d'accepter un pacte d'assistance mutuelle avec l'Union soviétique, signé le 28 septembre 1939. Cela permet aux Russes d'établir des bases militaires en Estonie, qui sont ensuite utilisées pendant la guerre d'hiver contre la Finlande. Le 17 juin 1940, les trois États baltes sont envahis par les forces soviétiques. Lors de l'invasion de juin 1940, la défense aérienne ne prend aucune mesure et les avions restent enfermés dans leurs hangars. la Force aérienne devient l'escadron d'aviation du 22e corps territorial de l'armée soviétique à l'été 1940.

### Depuis 1991

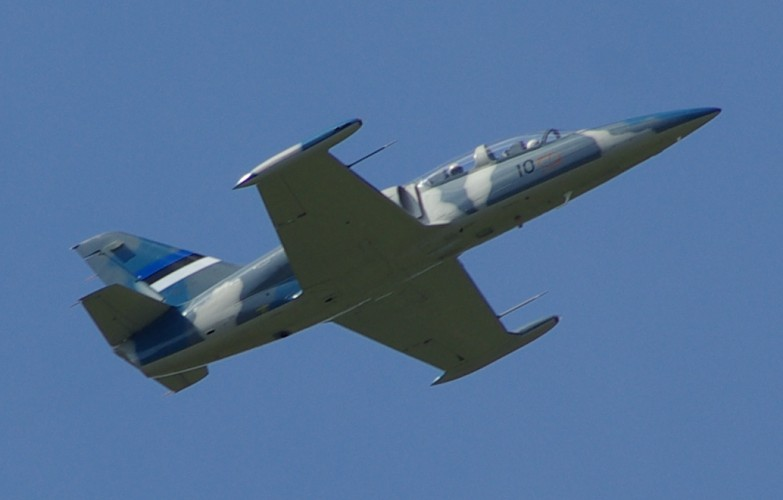
Un Aero L-39C Albatros estonien en vol

La Force aérienne estonienne est rétablie le 16 décembre 1991 après le rétablissement de l'indépendance de la république d'Estonie en 1991. La force aérienne met du temps à se réformer car les Soviétiques ont endommagé ou détruit la plupart de leurs infrastructures avant de partir.[réf. nécessaire]
Le quartier général de commandement et de contrôle de la force aérienne est créé à Tallinn le 13 avril 1994. En février 1993, le gouvernement allemand fait don de deux avions de transport Let L-410UVP. En octobre 1994, trois hélicoptères Mi-2 sont livrés, suivis de quatre Mi-8 en novembre 1995. Initialement chargé de la surveillance aérienne et de la défense aérienne en utilisant uniquement d'anciens radars soviétiques et du matériel de lutte antiaérienne, le 15 mai 1997, la force aérienne déménage sur l'ancienne base soviétique Su-24 d'Ämari, au sud de Tallinn. En 1997 et 1998, deux des Mi-8 sont rénovés.
Le Õhuvägi reconstruit l'infrastructure militaire laissée par l'armée soviétique. La plupart des fonds sont dirigés vers la base militaire d'Ämari qui est achevé en 2011. L'objectif du développement de la base aérienne d'Ämari est de coopérer avec les forces aériennes de l'OTAN et des pays partenaires et de pouvoir fournir les services nécessaires au soutien du pays hôte.

## Organisation
L'un des principaux objectifs de la force aérienne est de mettre en place un système de surveillance aérienne, qui est la pierre angulaire de la sécurité du trafic aérien et du contrôle de l'espace aérien. La deuxième priorité est le développement des capacités de soutien du pays hôte pour les opérations aériennes avec la poursuite de la mise en œuvre d'une capacité cruciale de défense aérienne en temps de paix dans le cadre de la mission Baltic Air Policing. Une étape importante sera le développement du système de surveillance aérienne, qui permet une coopération étroite avec le système de défense aérienne de l'OTAN. Le but de la base aérienne d'Ämari est de travailler avec les forces aériennes de l'OTAN et des pays partenaires et de fournir les services nécessaires pays hôte.

### Structure et unités
- Quartier général de la Force aérienne estonienne

Le quartier général de la Force aérienne estonienne est le plus haut commandement de la force aérienne et assure le développement militaire, le commandement et est la structure exécutive fournissant de la force aérienne en temps de paix, en temps de crise et en temps de guerre.
- Escadre de surveillance aérienne

L'escadre de surveillance aérienne est située sur la base aérienne d'Ämari et est responsable de l'exploitation et de la maintenance des systèmes de surveillance de l'espace aérien estonien. Son centre de contrôle des opérations aériennes rend compte au Centre régional de coordination de la surveillance de l'espace aérien du réseau de surveillance aérienne de la Baltique (RASCC) situé à Karmėlava, en Lituanie, qui à son tour rend compte au CAOC de Uedem du système intégré de défense aérienne et antimissile de l'OTAN.
- Deux Mirage 2000C français surveillant l'espace aérien de la BaltiqueBase aérienne d'Ämari

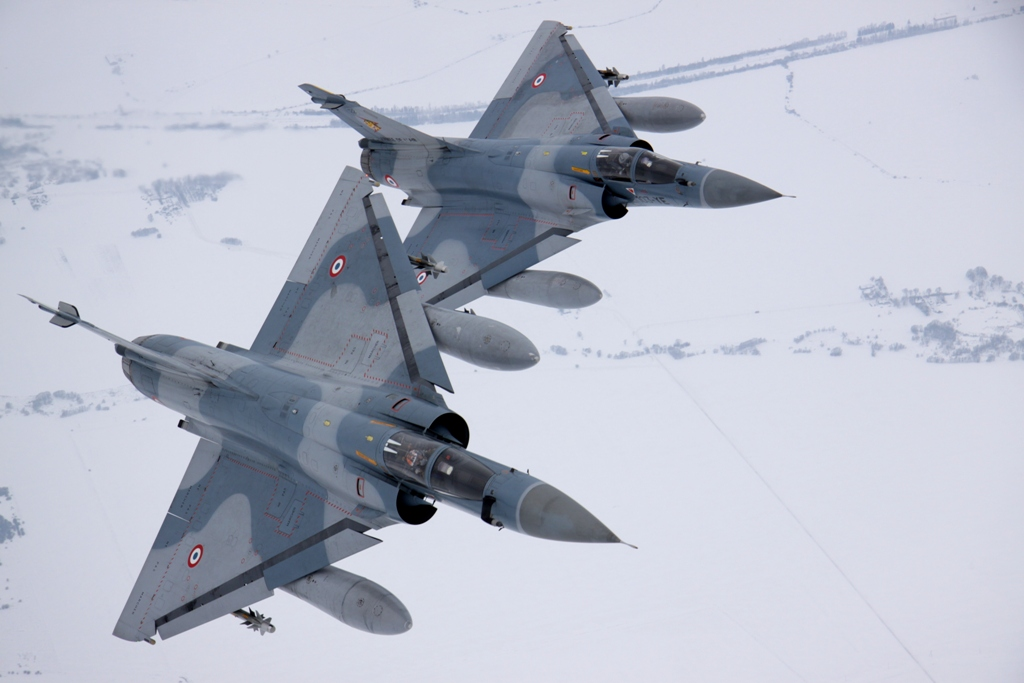
Deux Mirage 2000C français surveillant l'espace aérien de la Baltique

Bien que la Force aérienne estonienne ait hérité d'un grand nombre d'anciens aérodromes des Forces aériennes soviétiques en 1991 lors de l'indépendance, la plupart d'entre eux ont été dissous au début des années 1990 en raison d'un besoin inexistant. La Force aérienne estonienne possède une base aérienne principale à Ämari. La base abrite le centre des opérations de la base, le centre des opérations de défense de la base, une unité navigante, le groupe des opérations d'aérodrome, le groupe de soutien de la Force aérienne et le centre de formation de la Force aérienne.
Depuis avril 2014 et la crise en Ukraine, un contingent de quatre avions d'interception provenant de pays de l'OTAN est stationné à Ämari dans le cadre de la police aérienne des États baltes.

#### Structure
- Quartier général de la Force aérienne, à Tallinn
  - Escadre de surveillance aérienne, sur la Base aérienne d'Ämari
    - Le Centre de contrôle des opérations aériennes, sur la base aérienne d'Ämari, relève du Centre régional de coordination de la surveillance de l'espace aérien du réseau de surveillance aérienne de la Baltique, à Karmėlava en Lituanie
    - Groupe d'ingénierie et de maintenance, sur la base aérienne d'Ämari
      - Station radar, à Levalõpme, avec un GM 403
      - Station radar, à Otepää, avec un GM 403
      - Station radar, à Kellavere, avec un AN/TPS-77(V)
      - Radar de surveillance d'aérodrome sur la base aérienne d'Ämari, avec un GCA-2020

  - Base aérienne d'Ämari
    - Unité navigante
    - Groupe des opérations d'aérodrome
    - Groupe de soutien de la Force aérienne
    - Centre des opérations de la base
    - Centre des opérations de défense de la base
    - Centre de formation de la Force aérienne

### Grades et insignes
|  | Officiers généraux | Officiers généraux | Officiers généraux | Officiers généraux | Officiers | Officiers          | Officiers | Officiers | Officiers  | Officiers       | Officiers |
|  | ------------------ | ------------------ | ------------------ | ------------------ | --------- | ------------------ | --------- | --------- | ---------- | --------------- | --------- |
|  |                    |                    |                    |                    |           |                    |           |           |            |                 |           |
|  | Kindral            | Kindralleitnant    | Kindralmajor       | Brigaadikindral    | Kolonel   | Kolonelleitnant    | Major     | Kapten    | Leitnant   | Nooremleitnant  | Lipnik    |
|  | Général            | Lieutenant général | Major général      | Brigadier-général  | Colonel   | Lieutenant-colonel | Major     | Capitaine | Lieutenant | Sous-lieutenant | Enseigne  |

|  | Sous-officiers supérieurs | Sous-officiers supérieurs | Sous-officiers supérieurs | Sous-officiers supérieurs | Sous-officiers supérieurs | Sous-officiers subalternes | Sous-officiers subalternes | Sous-officiers subalternes | Troupe   | Troupe  |
|  | ------------------------- | ------------------------- | ------------------------- | ------------------------- | ------------------------- | -------------------------- | -------------------------- | -------------------------- | -------- | ------- |
|  |                           |                           |                           |                           |                           |                            |                            |                            |          |         |
|  | Ülemveebel                | Staabiveebel              | Vanemveebel               | Veebel                    | Nooremveebel              | Vanemseersant              | Seersant                   | Nooremseersant             | Kapral   | Reamees |
|  | Adjudant-major            | Adjudant d'état-major     | Adjudant-chef             | Adjudant                  | Sergent-major             | Sergent-chef               | Sergent                    | Caporal                    | Appointé | Soldat  |

### Commandants
- 7 février 1994 au 1er janvier 1996 : Kolonel Vello Loemaa

- 1er janvier 1996 au 17 février 1997 : Kolonel Teo Krüüner

- 17 février 1997 au 20 février 1998 : Kolonel Vello Loemaa

- 20 février 1998 au 25 août 1999 : Kolonel Teo Krüüner

- 25 août 1999 au 5 février 2000 : Kolonel Valeri Saar

- 5 février 2000 au 23 juillet 2004 : Kindralmajor Teo Krüüner

- 24 juillet 2004 au 2 mai 2005 : Kapten Mart Vendla

- 3 mai 2005 au 20 août 2006 : Kolonel Valeri Saar

- 21 août 2006 au 12 mars 2007 : Major Rauno Sirk

- 13 mars 2007 au 15 août 2012 : Brigaadikindral Valeri Saar

- 15 août 2012 au 20 juillet 2018 : Kolonel Jaak Tarien

- 20 juillet 2018 au 16 juillet 2019 : Kolonel Riivo Valge

- Depuis le 16 juillet 2019 : Kolonel Rauno Sirk

## Équipements

### Appareils
| Appareils        | Image     | Origine            | Type                      | Variante   | Nombre    | Notes                                                                                  |           |
| Transport        | Transport | Transport          | Transport                 | Transport  | Transport | Transport                                                                              | Transport |
| ---------------- | --------- | ------------------ | ------------------------- | ---------- | --------- | -------------------------------------------------------------------------------------- | --------- |
| Antonov An-2     |           | Union soviétique   | Transport                 | An-2 An-2T | 1 1       |                                                                                        |           |
| PZL M28 Skytruck |           | Pologne            | Transport                 |            | 2         | Mis en service pour remplacer les An-2, premier appareil mise en service en mars 2019. |           |
| Hélicoptères     |           |                    |                           |            |           |                                                                                        |           |
| Robinson R44     |           | États-Unis         | Entraînement / patrouille |            | 4         | Retirés du service à partir de 2020.                                                   |           |
| Entraînement     |           |                    |                           |            |           |                                                                                        |           |
| Aero L-39        |           | République tchèque | Appareil d'entraînement   |            | 3         |                                                                                        |           |

Trois C-17 Globemaster III sont disponibles via l'Heavy Airlift Wing basée en Hongrie.

### Radar
| Nom               | Origine            | Type                                 | Nombre | Notes                               |
| ----------------- | ------------------ | ------------------------------------ | ------ | ----------------------------------- |
| AN/TPS-77         | États-Unis         | Radar passif à balayage électronique | 1      | modernisé en                        |
| VERA-E            | République tchèque | Radar passif                         |        |                                     |
| Ground Master 403 | France             | Radar à antenne active               | 1      | montés sur des véhicules Sisu E13TP |
| GCA-2020          | États-Unis         | Radar d'approche de précision        | 1      | basé sur la base aérienne d'Ämari   |

## Coopération internationale

### BaltNet
BaltNet (Baltic Air Surveillance Network) est le système de surveillance aérienne des états baltes utilisant les radars des forces armées d'Estonie, de Lettonie et de Lituanie. Il est intégré au système de surveillance de l'OTAN depuis que les États baltes sont devenus membres de l'alliance.
Le siège de BaltNet, le Centre régional de coordination de la surveillance de l'espace aérien (RASCC), est situé à Kaunas.

### Baltic Air Policing
Depuis que l'Estonie, la Lettonie et la Lituanie ont rejoint l'OTAN en 2004, la surveillance et la sécurité de l'espace aérien sont prises en charge par d'autres membres de l'OTAN. La raison d'être de cette mission réside dans le fait que les forces armées lituaniennes, lettones et estoniennes peuvent effectuer une surveillance aérienne grâce au réseau de surveillance aérienne de la Baltique (BALTNET), mais ces pays ne possédant pas d'appareils d'interception, ils ne sont pas en mesure de procéder à l'identification visuelle des appareils suspects.